# Девон (Алберта)
Девон (енгл. Devon) је варош у централном делу канадске провинције Алберта, и део је агломерације Велики Едмонтон. Смештен је 26 км југозападно од административног центра провинције Едмонтона, на обалама реке Северни Саскачеван. 
Почетком 1947. у околини око Девона су откривена у то доба нека од највећих светских нафтних лежишта. Исте године почеле су и припреме за експлоатацију и основано је радничко насеље које је име добило по геолошкој периоди девон. Експлоатација нафте и данас је најважнија привредна делатност у вароши и околини.
Према резултатима пописа становништва из 2011. у вароши је живело 6.510 становника у 2.471 домаћинству,
што је за 4% више у односу на попис из 2006. када је регистрован 6.261 житељ.
Насеље је саобраћајно јако добро повезано са околним градовима (посебно са Едмонтоном), а међународни аеродром код Едмонтона је удаљен свега десетак минута вожње.

## Становништво
| 2006. | 2011. |
| ----- | ----- |
| 6.256 | 6.510 |